# Chico Whitaker
Francisco "Chico" Whitaker Ferreira (São Paulo, 1931) é um arquiteto, político e ativista social brasileiro, "Prêmio Nobel Alternativo" da Right Livewood Award, conferido pelo Parlamento Sueco, em 2006.

## Carreira
Entre 1953 e 1954, foi presidente da Juventude Universitária Católica do Brasil. Whitaker se inspira na Teologia da Libertação e mantém laços estreitos com a Comissão Brasileira Justiça e Paz, organismo ligado à Conferência Nacional dos Bispos do Brasil. Atuou no grupo de planejamento do governo de Carvalho Pinto em São Paulo, sob a coordenação do amigo Plínio de Arruda Sampaio, e como diretor de planejamento da reforma agrária no governo de João Goulart. Em seguida, juntou-se ao movimento de oposição à ditadura militar com o golpe militar de 1964. De 1965 a 1966, foi assessor da CNBB no 1° Plano Pastoral de Conjunto. Em 1966, partiu para o exílio fugindo da repressão política no país com a esposa e os quatro filhos. 
Estabelece-se primeiro na França, mudando-se posteriormente para o Chile, onde foi pesquisador e orientador para o Comitê Católico Contra a Fome (CCFD), a UNESCO e a CEPAL, dentre outras organizações. Estava no Chile no momento do Golpe de Estado contra Salvador Allende. Como diplomata, atua intensamente no encaminhamento de refugiados às embaixadas de Santiago. Tem que sair do Chile, voltando para a França em 1974, onde reside e coordena o projeto "Por uma Sociedade Superando as Dominações", ligado à CNBB, até 1981, quando retorna ao Brasil. De 1982 a 1988 foi assessor da Arquidiocese de São Paulo e da CNBB, auxiliando D. Paulo Evaristo Arns na organização das Comunidades Eclesiais de Base. Em 1985, foi um dos fundadores e coordenadores do Plenário Pró-Participação Popular na Constituinte, que mobilizou cidadãos em todo o país para encaminhar projetos para a Assembleia Constituinte lastreados pela assinatura de milhares de pessoas, criando a sistemática do que denominou-se de "iniciativa popular de leis". Whitaker se filia ao Partido dos Trabalhadores em 1988, sendo eleito vereador na Câmara Municipal de São Paulo. Atuou como líder do governo de Luiza Erundina, e foi reeleito para mais um mandato em 1992, na gestão Paulo Maluf, quando, na oposição na Câmara, foi Relator de CPI contra a corrupção na Câmara Municipal. Afasta-se da política tradicional e da atuação parlamentar por decisão pessoal ao fim desse mandato, passando a atuar junto à sociedade civil como ativista É um dos fundadores do MCCE - Movimento de Combate a Corrupção Eleitoral, sendo um dos mentores da Lei 9840 de 1999, Lei de iniciativa popular que cassa candidatos que compram votos, assim como a Lei da Ficha Limpa. Em 2001, Whitaker ajuda a organizar o Fórum Social Mundial. Em 2006, ele recebeu o Prêmio Right Livelihood conhecido como "Prêmio Nobel Alternativo" por sua luta a favor da justiça social. Nas eleições brasileiras de 2008, ajuda a organizar o Projeto Ficha Limpa, que tem como objetivo impedir a candidatura de cidadãos que respondem a processos na Justiça.
Whitaker também fez parte do conselho consultivo do Wikileaks, e foi sócio-fundador da organização não-governamental Transparência Brasil, entretanto não está mais em contacto com essas duas organizações. Já afastado há alguns anos das atividades partidárias, desliga-se do PT em 2006, passando a atuar em campanhas cívicas contra a corrupção eleitoral. Atualmente, anima a mobilização brasileira contra a política nuclear do país e os acordos nucleares com Alemanha e Japão.

## Livros
- 1979: Planejamento Sim e Não ISBN 8521902913
- 1992: O que é vereador? ISBN 8511012656
- 1994: Idéias para Acabar com os Picaretas
- 2005: Desafio do Fórum Social Mundial: um Modo de Ver ISBN 8515027410

## DVD
- 2007: Eleições, Cidadania e Redes